# Johannes Thümmler
Johannes Hermann Thümmler, auch Hans Thümmler (* 23. August 1906 in Chemnitz; † 28. April 2002 in Eriskirch) war ein deutscher Jurist, SS-Obersturmbannführer und Oberregierungsrat, Leiter der Gestapo Chemnitz und Kattowitz sowie Führer des Einsatzkommandos 16 der Einsatzgruppe E in Kroatien.

## Leben
Johannes Thümmler wurde am 23. August 1906 in Chemnitz als Sohn des Verlagsbuchhändlers Hermann Thümmler geboren. Er studierte Rechtswissenschaften und promovierte zum Dr. jur.
1932 trat Thümmler der NSDAP (Mitgliedsnummer 1.425.547) bei, 1933 der SA und 1937 der SS (Mitgliedsnummer 323.711). Nach der „Machtergreifung“ der Nationalsozialisten war Thümmler zunächst im Polizeipräsidium Dresden und bei der Amtshauptmannschaft Schwarzenberg tätig. Bald darauf wurde er zum stellvertretenden Leiter der Gestapo Dresden ernannt. Im Januar 1941 wurde er Chef der Gestapo Dresden, im März 1941 übernahm er die Leitung der Gestapo in Chemnitz als Nachfolger von Rudolf Mildner. Am 20. April 1943 erfolgte die Beförderung zum SS-Obersturmbannführer.
Vom 3. Juli bis 11. September 1943 führte Thümmler das Einsatzkommando 16 der Einsatzgruppe E in Kroatien mit Standort in Knin.
Im September 1943 kehrte Thümmler zurück und wurde am 20. September 1943 wiederum in der Nachfolge Mildners zum Leiter der Gestapo sowie zum Kommandeur der Sicherheitspolizei und des SD (KdS) im oberschlesischen Kattowitz ernannt. In dieser Funktion übernahm er auch die Leitung des SS-Standgerichts für Oberschlesien mit den Regierungsbezirken Kattowitz und Oppeln. Dieses Standgericht tagte in Block 11 des Stammlagers des KZ Auschwitz.
Nach der Eroberung der Ostgebiete durch die Rote Armee und den Rückzug der deutschen Truppen übernahm Thümmler zu Ostern 1945 letztmals eine Funktionsstelle als KdS in Stuttgart.
Nach Kriegsende war Thümmler zunächst in französischer Kriegsgefangenschaft; 1946 wurde er ins Internierungslager Ludwigsburg überführt. Im Internierungslager war er der Bürgermeister der Lagerselbstverwaltung. In der Entnazifizierung wurde er 1948 als „Hauptschuldiger“ eingestuft und zu zweieinhalb Jahren Arbeitslager verurteilt. Die Internierung wurde auf die Strafe angerechnet, daher wurde Thümmler im gleichen Jahr entlassen. In einer Berufungsverhandlung wurde die Strafe 1949 auf 180 Tage Arbeitslager verringert und Thümmler in die Gruppe der „Belasteten“ eingestuft. Im Oktober 1948 nahm er eine Beschäftigung bei den Optischen Werken Zeiss im württembergischen Oberkochen auf.
Am 2. November 1964 sagte Thümmler als Zeuge im Frankfurter Auschwitz-Prozess zu den Standgerichtsverfahren in Auschwitz aus. Er gab an, „einige hundert“ Todesurteile seien vom Standgericht ausgesprochen worden. In 60 % aller Fälle sei die Todesstrafe ausgesprochen worden, in den anderen Fällen eine unbefristete KZ-Einweisung. „Ein Freispruch war praktisch ausgeschlossen. Zu meiner Zeit gab es ja auch keine Unschuldigen“, so Thümmler in seiner Zeugenaussage. „Wir fragten den Angeklagten, ob alles stimme, und die sagten alle ja, ja.“ Das Gericht habe aus ihm als Vorsitzenden und je einem Vertreter der Kriminalpolizei und des SD als Beisitzer bestanden. Als Verteidiger habe ein Beamter seiner Dienststelle fungiert, wenn – was selten vorgekommen sei – der Angeklagte einen Verteidiger gewünscht habe. Er habe die Besetzung des Gerichts sowie die Person des Staatsanwaltes und des Verteidigers bestimmt. Nach den Erkenntnissen des Gerichtes handelte es sich bei den Angeklagten um Zivilpersonen, die von der Gestapo in Kattowitz festgenommen worden waren. Die Festnahmen erfolgten wegen angeblicher Widerstandstätigkeit und Delikten wie Schleichhandel, Kurierdiensten oder dem Abhören feindlicher Sender. Die Gerichtsverfahren dauerten selten länger als zwei Minuten; die Angeklagten wurden aufgrund ihrer vorherigen „Geständnisse“ verurteilt. Als Zeuge in Frankfurt bestritt Thümmler, etwas gehört oder erfahren zu haben, ob die „Geständnisse“ bei „verschärften Vernehmungen“ erfolgt seien. Derartige Verhörmethoden der Gestapo waren mit Misshandlungen verbunden.
Ermittlungsverfahren gegen Thümmler führten nicht zu einer Verurteilung: 1970 lehnte das Landgericht Ellwangen die Eröffnung eines Hauptverfahrens ab. Rechtsbeugung liege bei den Standgerichtsverfahren in Auschwitz nicht vor, da die Angeklagten Geständnisse unterschrieben hätten, so das Gericht. Ein weiteres Verfahren wegen seiner NS-Verbrechen wurde 1999 vom späteren Leiter der Zentralen Stelle zur Verfolgung von NS-Verbrechen in Ludwigsburg, Oberstaatsanwalt Kurt Schrimm, aus Mangel an Beweisen eingestellt. Schrimm bezeichnet es als größte Enttäuschung seiner Laufbahn, dass es ihm nicht gelang, Thümmler juristisch zu belangen. Dieser habe in Auschwitz 3000 Todesurteile gefällt, da es aber keine schriftlichen Unterlagen gab, habe Schrimm trotz akribischer Suche nach Hinweisen nichts machen können.
Thümmler war Mitglied des Förderkreises der Evangelischen Akademie Tutzing. 1996 forderte Thümmler von der Stadt Chemnitz die Rückgabe von Kunstwerken, die nach Kriegsende in die städtischen Museen gelangt waren. In der Endphase des Zweiten Weltkrieges waren Thümmlers Kunstwerke zusammen mit Museumsgut ins Erzgebirge ausgelagert worden. Die Stadt Chemnitz verweigerte die Rückgabe unter Hinweis auf Thümmlers nationalsozialistische Vergangenheit. Rechtliche Grundlage war der Befehl Nr. 124 der Sowjetischen Militäradministration in Deutschland (SMAD) über die Beschlagnahme des Vermögens von Nazi- und Kriegsverbrechern von 1946 und der hierauf Bezug nehmende Volksentscheid in Sachsen am 30. Juni 1946.